# Mario Tossoni
Mario Miguel Tossoni (Buenos Aires, 13 marzo 1918 – ...) è stato un calciatore argentino, di ruolo attaccante. Era basso di statura ma abile e scattante. È emerso nella divisione giovanile del  Boca Juniors. 

## Carriera

### Club
Ha avuto il suo esordio nel 1938 nel Boca Juniors come attaccante, ma non riuscì ad affermarsi.
Nel 1940 passò alla squadra della sua cittadina natale: Tigre.  Nel 1942 fu convocato nella Nazionale argentina. 
Nel 1943 ha indossato la maglietta del Colo Colo, in Cile, ma restò solo qualche mese, infatti nel mese di luglio del 1943 venne venduto al Racing Club, tornando in  Argentina, dove giocò insieme a Sergio Livingstone e Roberto D'Alessandro.
Concluse la sua carriera nel Club atletico Banfield.

### Nazionale
Ha collezionato 3 presenze con la maglia della Nazionale argentina.